# Heliophisma xanthoptera
Heliophisma xanthoptera är en fjärilsart som beskrevs av George Francis Hampson 1910. Heliophisma xanthoptera ingår i släktet Heliophisma och familjen nattflyn. Inga underarter finns listade i Catalogue of Life.

## Bildgalleri

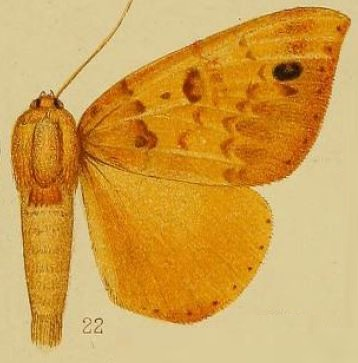